# Curtindo com Crianças
Curtindo com Crianças foi um programa de televisão brasileiro, transmitido pelo SBT a partir de 13 de outubro de 2007 um mês depois o falecimento de Pedro de Lara. 
Foi extinto em 5 de Janeiro de 2008, pelas férias do apresentador Celso Portiolli. 
O programa acabou saindo ar já que Silvio Santos tinha em mãos os direitos de WWE Luta Livre na TV (o que acabou não incomodando sua principal rival: Rede Record). 